# باتريك كيلي (سياسي)
باتريك كيلي هو سياسي كندي، ولد في 17 مارس 1846، وتوفي في 2 أغسطس 1916.